# 게오르기 슬라브코프
게오르기 슬라브코프(불가리아어: Георги Славков, 1958년 4월 11일 ~ 2014년 1월 21일)는 불가리아의 전직 축구 선수로, 포지션은 공격수였다.
1976년부터 1982년까지 보테프 플로브디프 소속으로 있는 동안 112경기에 출전하면서 61득점을 기록했으며 1981년 유러피언 골든슈를 수상했다. 1982년부터 1986년까지 CSKA 소피아 소속으로 뛰었고 48득점을 기록했다. 1986년 프랑스의 AS 생테티엔으로 이적했으며 1988년 포르투갈의 GD 샤베스로 이적했다. 1993년 불가리아의 보테프 플로브디프로 이적했고 같은 해에 현역 은퇴했다.
1978년부터 1983년까지 불가리아 대표팀에서 뛰는 동안 37경기에 출전했고 11득점을 기록했다.
2014년 1월 21일, 슬라브코프는 갑작스런 심장마비로 인하여 55세를 일기로 사망하였다.